# Neolithicum in Siberië

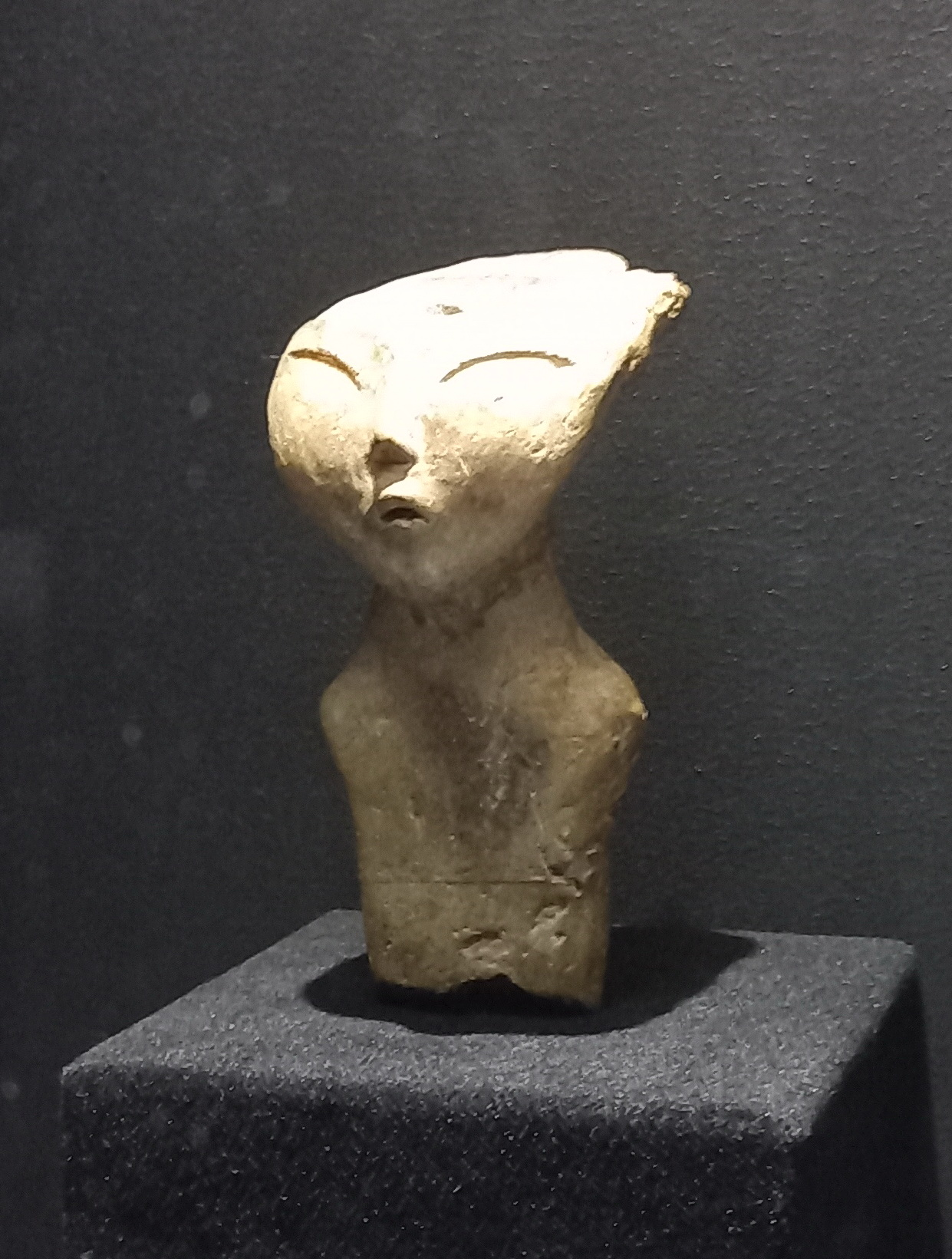
de "Nefertiti van Kondon",
aardewerk, 3e-2e millennium v.Chr., kraj Chabarovsk

Het neolithicum van Siberië omvat de periode van de late steentijd in de prehistorie van Siberië (vanaf het 6e - 2e millennium v.Chr.). In het Verre Noorden en Verre Oosten volhardde het in sommige vormen tot in de 19e eeuw.

## Klimaat
Het Siberische neolithicum valt samen met het zogenaamde Holocene klimaatoptimum. In deze tijd kreeg de natuur van Siberië zijn huidige karakter. De toendra strekte zich uit langs de oevers van de Noordelijke IJszee. In het zuiden lag een strook bostoendra, met langs de riviervalleien uitlopers naar het noorden. De boszone vormde een continue gordel van de Grote Oceaan tot de Oostzee. In het Verre Oosten ging de donkere naaldtaiga over in de weelderige bossen van de Amoer en Primorje, met hun eigen fauna. Het klimaat was veel warmer en milder dan voorheen.

## Karakteristieken
De laatste ijstijd bereikte zijn koudste periode tussen 26.000 en 20.000 jaar geleden. De bewoners van grote delen van Siberië werden gedwongen zich terug te trekken. In deze periode zijn mogelijk ook de eerste bewoners van Amerika de Beringstraat overgestoken en daar langs de kust naar het zuiden getrokken.
Vanaf ongeveer 19.000 jaar geleden begonnen de temperaturen langzaam weer te stijgen, waardoor mensen werden aangemoedigd om weer naar de uitgestrekte lege landschappen van het noorden te gaan. Dit was een precaire tijd voor mensen, die nog steeds in kleine mobiele groepen leefden. De meeste grote prooidieren zoals de wolharige mammoet namen in aantal af, en het klimaat  bleef onvoorspelbaar en veranderlijk.
Tijdens het neolithicum bleef de belangrijkste bezigheid van de bevolking jagen, vissen en verzamelen. Alleen in de regio Amoer vond beperkt landbouw plaats. Effectieve jachtwapens zoals pijlen en bogen waren alom vertegenwoordigd, vissers bezaten netten, waardoor ze naar een relatief sedentaire levensstijl konden overgaan. De bevolking van de meest afgelegen Siberische streken beheerste nieuwe methoden voor steenbewerking: slijpen en boren, en gepolijste stenen bijlen verschenen. Het eerste keramiek verscheen. Het vervoer over water met boten was van groot belang.

## Sociale organisatie
De semi-nomadische jagers van de toendra en de Oost-Siberische taiga leefden in economisch onafhankelijke families en verbanden van verschillende families van maximaal 21-25 personen. De vissers en boeren van het Verre Oosten vormden grotere gemeenschappen tot 50 of meer mensen.

## Culturen
In het algemeen kan men onderscheid maken tussen de culturen van Oost- en West-Siberië. Oost-Siberië begint ten oosten van de Jenisej. De culturen van Oost-Siberië tonen duidelijke invloeden uit Noord-China en Korea, en bezaten al vroeg aardewerk. De West-Siberische culturen tonen meer verwantschap met Centraal-Azië en Oost-Europa.
Sommige soorten aardewerk verspreiden zich zowel in west- als oost-Siberië. De keramische traditie van het Oest-Belaja-type (6.600-4.100 BP) besloeg bijvoorbeeld een groot gebied van de Midden-Jenisej tot het Angara- en Baikal-gebied, hoewel het centrum van haar ontstaan nog niet precies is vastgesteld. Wetenschappers geloven dat deze keramische traditie zich verder naar het oosten heeft verspreid. Oest-Belaja-aardewerk werd later ook gevonden in het Verre Oosten (4.900-1.900 BP). Sites zijn te vinden in Sredny Anadyr, Kolyma en Tsjoekotka.

### Oost-Siberië
Het etnisch-culturele gebied van Baikal-Lena omvatte de archeologische culturen van de regio Baikal, Jakoetië en het uiterste noordoosten. Gering versierde rondbodemvaten met gevlochten netafdrukken of valse textielafdrukken zijn typerend voor het hele gebied. Keramiek werd gemaakt met behulp van een stevige mal en vlechtwerk, later door uitvormen.

#### Amoergebied
Het Amoergebied en Primorje vielen onder de invloedssfeer van de culturen van het Verre Oosten. De grondbeginselen van de landbouw zijn zowel in Primorje als in de regio Amoer aangetroffen. In Amoer van het Russische Verre Oosten ontstond het eerste aardewerk tussen ongeveer 14.000 en 10.000 jaar v.Chr.
De Gromatoechacultuur bestond 15.500-6.800 BP aan de Gromatoecha (een zijrivier van de Zeja) en de boven-Amoer. Het eerste aardewerk van de Gromatoechacultuur gaf een leeftijd van 13.300-10.400 BP. Onderzoek van de Rijksuniversiteit Groningen toonde aan dat de potten gebruikt werden om vlees van landdieren, zoals herten, reeën en wilde geiten, te koken en botvetten en merg te extraheren. Hierdoor konden voedselvoorraden worden aangelegd, waardoor men voor langere periodes op eenzelfde plaats kon blijven wonen.
De zogenaamde Novopetrovkacultuur, die opviel in het stroomgebied van de middelste Amoer, had een duidelijk samengesteld karakter. Ze combineerde artefacten die tot verschillende archeologische culturen behoorden, en is gedateerd op 15.500-8.500 BP. De best bestudeerde locaties zijn Novopetrovka I, Novopetrovka II, Novopetrovka III en Konstantinovka. In de Novopetrovkacultuur waren er geen microlithische gereedschappen, maar wel gepolijste, waarmee hout kon worden bewerkt. Het aardewerk van de Novopetrovskacultuur komt qua technische, morfologische en decoratieve kenmerken dicht bij het keramiek van de Anansicultuur in Noordoost-China.
Het aardewerk gevonden op de Oest-Oelma-1-site van de Selemdzjacultuur is met C14 gedateerd tot 8.900-12.590 BP.
In de jaren zeventig identificeerden Okladnikov en Medvedev de Osipovkacultuur aan de samenvloeiing van de Amoer-rivier en het Malysjevskaja-kanaal ten oosten van de klif van Sikatsji-Aljan. De Osipovkacultuur dankt zijn naam aan de nederzetting Osipovka-1, die ooit bij de spoorbrug over de Amoer bij Chabarovsk lag. Volgens C14-datering bestonden de sites in de periode van 13.300 tot 7.700 BP. Een C14-datum van 13.260 ± 100 BP werd verkregen voor de nederzetting aan het Choemmi-meer, en 12.960 ± 120 BP voor de Gasja-site. In de nederzettingen van de Osipovkacultuur van het 6e millennium v.Chr. werden sieraden van siltsteen, een ring en een jade schijf gevonden. Analyse van lipiden of vetzuur-residuen op 28 potscherven van verschillende sites toonde aan dat de mensen van  de Osipovkacultuur hun vaatwerk gebruikten om vis, waarschijnlijk trekzalm, te verwerken en visolie te verkrijgen. Evenals bij de Gromatoechacultuur konden hierdoor voedselvoorraden aangelegd worden welke een sedentaire levenswijze mogelijk maakten.
De vroeg-keramische Osipovkacultuur werd opgevolgd door de Mariinskojecultuur, die dateert uit de 8e - 7e millennia v.Chr. (sites op het eiland Soetsjoe en de site van Petropavlovka-Ostrov).
De Malysjevocultuur behoort tot de tweede helft van de 7e - begin van het 4e-3e millennium v.Chr.(Malysjevo-1, Amoer-sanatorium, Sjeremetjevo).
Elementen van de karakteristieke decoratieve kunst van het Amoer-neolithicum, zoals de Amoer-vlecht, spiraal en meander, zijn bewaard gebleven in de kunst van de moderne Toengoezische bevolking van de Amoer. Dit suggereert een genetische relatie met de dragers van de neolithische culturen van het Verre Oosten.

#### Primorje
In al hun diversiteit hebben de neolithische culturen van Primorje en Priamoer een aantal gemeenschappelijke kenmerken. Het Russische Verre Oosten was een wereld van sedentaire gemeenschappen die in dorpen wonen, in solide permanente woningen zoals semi-dugouts. De economische basis voor deze manier van leven was de visserij. Het was in het neolithicum dat hier het economische en culturele model van sedentaire visserij werd gevormd, dat tot in de moderne tijd door veel Amoer-volkeren werd gebruikt. Effectieve visserij zorgde niet alleen voor een sedentair leven, maar ook voor een lichte toename van de bevolking. Deze feiten (stabiele vestiging, aanzienlijke bevolkingsdichtheid), en de aanwezigheid van vruchtbare gronden in Primorje en de regio Midden-Amoer, speelden een belangrijke rol bij de verspreiding van haklandbouw, die vanuit het zuiden werd geïntroduceerd.
In Primorje zijn de oudste vindplaatsen met keramiek Tsjernigovka (ongeveer 10.770 BP), Oestinovka-3 (ongeveer 10.000 BP) en Pereval (voor 8.300 BP).
De laat-neolithische nederzettingen van Primorje worden niet alleen gekenmerkt door maalstenen, maar ook door hakken voor het bewerken van het land en leisteen sikkels. De neolithische vissers van Amoer hadden niet alleen netten en zegens, maar men vond ook de oudste lepel ter wereld in de vorm van een holle plaat jade.
De extreem noordoostelijke regio's van Siberië (Tsjoekotka en Kamtsjatka) bleven lange tijd een verspreidingsgebied van overblijfselen van mesolithische tradities. Alleen in de 2e en 1e millennia v.Chr. kregen de noordoostelijke neolithische culturen (de Tarjacultuur in Kamtsjatka en de Noord-Tsjoekotkacultuur in Tsjoekotka) een volledig ontwikkelde vorm. De eerste bezat aardewerken vaten, gepolijste bijlen en diverse stenen messen, fijn bewerkt met continue retouchering, schrabbers, speer- en pijlpunten.
De begraafplaats nabij het dorp Oest-Belaja bevindt zich aan de Anadyr in Tsjoekotka. Ze werd ontdekt door Dikov in 1956. Hij beschreef de cultuur als laat-neolithisch. Zelenskaja dateerde de Oest-Belaja-grafheuvel tot het begin van het 1e millennium v.Chr. Archeologische overeenkomsten ermee werden in de Paleo-Eskimoculturen van Alaska gevonden. Daar ontwikkelden deze technologische tradities zich zelfs tot in de 19e eeuw.

#### Baikalgebied
De constante zoektocht naar wild dwong de mensen van het Baikalgebied tot een semi-nomadische levensstijl. Ze hadden geen permanente nederzettingen en woningen vergelijkbaar met de West-Siberische semi-dugouts. Op de locaties die ze achterlieten, vonden archeologen alleen talloze kampvuren en sporen van lichte draagbare woningen van het tsjoem-type. Aardewerk op de archeologische vindplaatsen van de Oest-Karengacultuur in Transbaikal dateert van 12.000 jaar BP.
In het neolithicum van de regio Baikal worden de Kitoj-fase (eind 6e - midden 5e millennium v.Chr.) en de Serovo-Isakovfase (eind 5e - midden-4e millennium v.Chr.) onderscheiden, welke worden opgevolgd door de vroege bronstijd. In de vroeg-neolithische Kitojcultuur zijn de paleolithische tradities nog steeds zichtbaar, maar gepolijste bijlen, dubbelzijdige pijlpunten en aardewerk geven de Kitoj-complexen een volledig neolithische uitstraling. In het laat-neolithicum werd de Kitojcultuur vervangen door de Isakovocultuur. De dragers van de Serovocultuur die de Isakovocultuur opvolgde, erfden de technieken van het maken en decoreren van aardewerk van hun voorgangers, maar ze heroriënteerden hun economie enigszins, wat tot uiting kwam in de inventaris van hun gereedschappen.

#### Jakoetië
In Jakoetië woonden stammen die qua cultuur en manier van leven dicht bij de Baikal-bevolking stonden. In Oost-Siberië vormde zich in het middelste stroomgebied van de Lena in het 5e tot 4e millennium v.Chr. de Syalachcultuur, als gevolg van de migratie van stammen uit Transbaikal, die zich met de lokale pre-keramische Soemnagincultuur assimileerden. Volgens taalkundigen is het waarschijnlijk dat de dragers van deze cultuur een van de Dené-Jenisejische talen spraken. De sites van de Syalachcultuur worden gekenmerkt door de eerste verschijning van gepolijste stenen werktuigen, evenals de vroegste keramiek, welke een karakteristiek ruitpatroon bezat. Ook werden er benen harpoenpunten en pijlen en bogen gevonden.
Tijdens het 3e millennium v.Chr. ontwikkelde zich de Belkatsjicultuur uit de lokale Syalachcultuur.
De Belkatsjicultuur werd na 2200 v.Chr. opgevolgd door de Ymyjachtachcultuur. De cultuur ontstond door een migratie van stammen vanuit het zuiden (vanaf de oevers van het Baikalmeer) en het lokale substraat van de Belkatsjicultuur. De dragers van de cultuur waren mogelijk de Joekagieren.
Kenmerkend voor de Ymyjachtachcultuur was haar aardewerk met ronde bodem met ingedrukte geruite en geribbelde decoraties. Opvallend is dat de klei met wol gemengd werd. Pijlpunten, speer- en harpoenpunten van steen en bot, evenals bepantseringsplaatjes, werden in grote mate gevonden.

### West-Siberië
Het neolithicum van West-Siberië toont banden met het mesolithicum van Centraal-Azië en verwantschap met de neolithische kamkeramiekculturen van Oost-Europa en de Kelteminarcultuur van Centraal-Azië.
Aan de bovenloop van Ob en Jenisej ontstonden na 4500 v.Chr. onder invloed van de Kelteminarcultuur de vroegste nederzettingen gebaseerd op gedomesticeerde dieren en granen. De Kelteminarcultuur is voorgesteld als oorsprong van de Fins-Oegrische talen, maar dat is omstreden.
De aanwezigheid van permanente nederzettingen met gedeeltelijk in de grond verzonken woningen getuigt van het sedentisme van de bevolking. Visserij begon een belangrijke rol te spelen. Voorbeelden zijn de vindplaatsen bij Kaap Tsjesty-jag aan de Ljapin, en Sortynja en Choeljoem-Soent aan de noordelijke Sosva. Deze nederzettingen bevinden zich op kapen en open moerassige meeroevers. Ze werden voldoende beschermd door de wilde natuur om hen heen, en tonen daarom geen sporen van vestingwerken als greppels of wallen. Inwoners van dergelijke nederzettingen leefden in de winter in permanente kuilwoningen. Deze waren rechthoekig en groot van formaat: tot 600 m², met een diepte van 3–4 m. Ze bevonden zich in groepen, soms in rijen. Dergelijke gebouwen moeten zijn gebouwd door de gezamenlijke inspanningen van een hele samenleving en dienden ongetwijfeld als gemeenschappelijke clanwoningen. Vergelijkbare kuilwoningen, hoewel veel kleiner in omvang, bleven 3-4.000 jaar het belangrijkste type woning.
Voor de West-Siberische neolithische culturen is voornamelijk vaatwerk met puntige bodem kenmerkend, gemaakt volgens de methode van handmatig opbouwen, met lineaire gestoken en gekamde versieringen langs het hele buitenoppervlak. In het zuiden van Centraal-Siberië bestaat het vroegste aardewerk van het vroege neolithicum uit het rieten-rasterimpressiekeramiek en keramiek van het Chajtin-type (7.800-5.500 BP), het Posolskaja-type (6.900-4.100 BP), het Oest-Belaja-type (6.600-4.100 BP) het Isakovo-type (5.200-4.500 BP), Serovo- en laat-Serovokeramiek (5200-4300 BP).
Volgens de aannames van taalkundigen spraken de volkeren van het West-Siberische neolithicum een Proto-Oeraalse taal, die zich in het 6e millennium v.Chr. opsplitste in de Samojeedse en Fins-Oegrische takken.